# 작은 것들을 위한 시 (Boy With Luv)
《작은 것들을 위한 시 (Boy With Luv)》는 2019년 4월 12일에 발매된 대한민국의 보이 그룹 방탄소년단의 여섯 번째 미니 음반 《MAP OF THE SOUL : PERSONA》의 타이틀 곡이다.

## 뮤직 비디오
2019년 4월 12일 이 곡의 뮤직 비디오가 공개되었다. 뮤직 비디오는 2시간 만에 300만 건의 좋아요를 기록하였으며, 공개한 지 24시간 만에 조회수 7,800만 뷰를 기록하면서 24시간 내 최다 좋아요 및 최다 조회수 뮤직 비디오라는 진기록을 세웠다. 또한, 공개한 지 1일 16시간 만에 조회수 1억 뷰를 기록하면서 최단 기간 1억 뷰를 기록한 뮤직 비디오라는 기록을 세우게 되었다.

## 차트

### 주간 차트
| 차트                            | 최고순위 |
| ------------------------------- | -------- |
| 대한민국 (가온 디지털 차트)     | 1        |
| 대한민국 (가온 다운로드 차트)   | 1        |
| 대한민국 (가온 스트리밍 차트)   | 1        |
| 미국 (빌보드 핫 100)            | 8        |
| 일본 (재팬 핫 100)              | 7        |
| 영국 (OCC 싱글 차트)            | 13       |
| 홍콩 (메트로 라디오)            | 1        |
| 캐나다 (캐나디안 핫 100)        | 7        |
| 오스트레일리아 (ARIA 싱글 차트) | 10       |
| 뉴질랜드 (RMNZ 싱글 차트)       | 12       |

## 발매일
| 국가   | 날짜            | 포맷                            | 레이블                     | 참고  |
| ------ | --------------- | ------------------------------- | -------------------------- | ----- |
| 전세계 | 2019년 4월 12일 | CD · 디지털 다운로드 · 스트리밍 | 아이리버 · 컬럼비아 레코드 |       |
| 미국   | 2019년 4월 16일 | 라디오                          | 컬럼비아 레코드            | [ 4 ] |